# Laurence Breuls
Laurence Shaman Breuls es un actor australiano, conocido principalmente por haber interpretado a Nelson McFarlane en la serie Home and Away.

## Carrera
En 1995, apareció en  la exitosa serie australiana Home and Away, donde interpretó a Nelson McFarlane, el hijo de Wendy Roberts y sobrino de Irene. En 1997 apareció en la película dramática Blackrock, donde interpretó a Jared Kirby, un joven surfista de 17 años quien es el único testigo del asesinato y violación de una niña de 15 años y quien se debate entre delatar o no a sus amigos a quienes la policía investiga. La película se basa en hechos reales ocurridos luego del asesinato y violación de la pequeña Leigh Leigh.
En 2000, apareció en la serie policíaca Water Rats, donde interpretó a Enrico Ranzolin en el episodio "Got a Light?", anteriormente había aparecido por primera vez en la serie en 1997, cuando interpretó a Jeremy Carter durante el episodio "The Witness". En 2006 apareció en la película Suburban Mayhem, donde dio vida a Danny, y en la película The Marine, donde interpretó a Fran, junto a John Cena. En 2007 apareció en la película norteamericana Ghost Rider, donde interpretó a Gressil junto a Nicolas Cage. Ese mismo año apareció en la película Joanne Lees: Murder in the Outback, donde interpretó a Peter Falconio, la película está muy basada en la historia real de Joanne Lees, una mochilera inglesa quien junto a su novio Peter Falconio visitan Stuart Highway cerca de Barrow Creek en donde Joanne es atacada y Peter es secuestrado y asesinado por Bradley John Murdoch, el cuerpo de Peter nunca fue encontrado.

## Filmografía
Series de televisión
| Año  | Título            | Personaje        | Notas                                           |
| ---- | ----------------- | ---------------- | ----------------------------------------------- |
| 2010 | The Pacific       | 1st Lt. Larkin   | episodio "Gloucester/Pavuvu/Banika" - miniserie |
| 2009 | My Place          | Jack             | episodio "1938 Colum"                           |
| 2009 | City Homicide     | Ricky Sterling   | episodio "Big Bang Theory"                      |
| 2003 | White Collar Blue | Jason Deekes     | episodio # 1.20                                 |
| 2000 | Water Rats        | Enrico Ranzolin  | episodio "Got a Light?"                         |
| 1998 | State Coroner     | David Randell    | episodio "Flying Solo"                          |
| 1998 | All Saints        | Scott Chambers   | 2 episodios                                     |
| 1995 | Home and Away     | Nelson McFarlane | 35 episodios                                    |
| 1995 | Spellbinder       | Smithy           | 4 episodios                                     |

Películas
| Año  | Título                             | Personaje        | Notas |
| ---- | ---------------------------------- | ---------------- | --- |
| 2008 | Mockingbird                        | Sam              | corto - junto a Gillian Alexy & Jay Ryan                                                                       |
| 2007 | Joanne Lees: Murder in the Outback | Peter Falconio   | junto a Bryan Brown, Joanne Froggatt, John Wood, Asher Keddie, Richard Carter & Damian de Montemas             |
| 2007 | Ghost Rider                        | Gressil          | junto a Matt Long, Nicolas Cage, Wes Bentley & Jessica Napier                                                  |
| 2006 | The Marine                         | Fran             | junto a John Cena, Kelly Carlson, Jerome Ehlers, Manu Bennett, Firass Dirani, Damien Garvey & Robert Coleby    |
| 2006 | Suburban Mayhem                    | Danny            | junto a Emily Barclay, Michael Dorman, Anthony Hayes, Genevieve Lemon, Steve Bastoni & Mia Wasikowska          |
| 2000 | Marriage Acts                      | Michael McKinnon | junto a Colin Friels, Sonia Todd, Anna Lise Phillips, Mark Priestley & John Batchelor                          |
| 1999 | Kick                               | Steve            | junto a Martin Henderson, Radha Mitchell, Zoe Bertram, Jason Clarke & Kip Gamblin                              |
| 1997 | Blackrock                          | Jared Kirby      | junto a Linda Cropper, Simon Lyndon, Heath Ledger, Justine Clarke, Essie Davis, Bojana Novakovic & John Howard |

Teatro
| Año  | Obra                        | Personaje | Director (a)        | Teatro               | Notas                                                                 |
| ---- | --------------------------- | --------- | ------------------- | -------------------- | --------------------------------------------------------------------- |
| 2008 | Big Deal                    | -         | -                   | John Samaha          | junto a Simone Oliver                                                 |
| 2008 | Men, Love and the Monkeyboy | -         | Christopher Hurrell | Darlinghurst Theatre | junto a Julia Davis, Angela Hattersley, John McNeill & Bryce Youngman |